# Webster Parish
Webster Parish is een parish in de Amerikaanse staat Louisiana.
De parish heeft een landoppervlakte van 1.542 km² en telt 41.831 inwoners (volkstelling 2000). De hoofdplaats is Minden.

## Bevolkingsontwikkeling

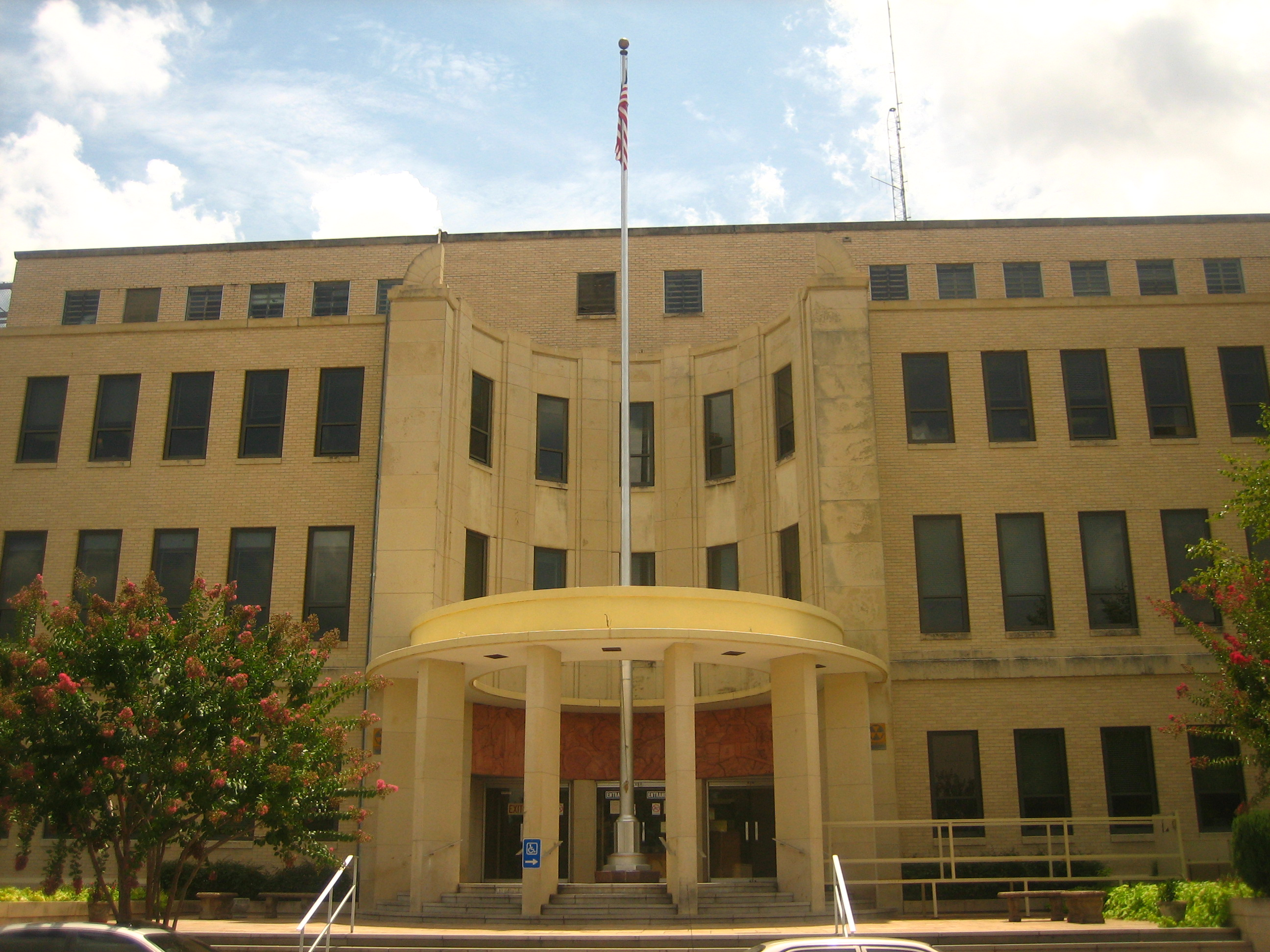
Webster Parish Courthouse